# 阿德剌斯托斯
阿德剌斯托斯（Adrastos）也作阿德拉斯托斯，希腊神话中的英雄，塔拉俄斯与吕西玛刻之子，阿尔戈斯国王，七將攻底比斯的主帅，也是唯一的生还者。
阿德剌斯托斯有两个女儿，分别是阿尔癸亚和得伊皮勒。他得到一个神谕，说他的两个女儿一个必嫁狮子，一个必嫁野猪。一次忒拜王子波呂尼克斯和卡吕冬王子堤丢斯来到阿尔戈斯投奔阿德剌斯托斯，阿德剌斯托斯发现两人盾牌上分别画有狮子和野猪。所以他将两个女儿嫁给了两人。为了帮女婿波吕尼刻斯夺取忒拜的王位，阿德剌斯托斯发动了七將攻底比斯。但是这次出征失败了，七个英雄里只有阿德剌斯托斯骑着神马阿里翁幸免于难。10年后，阿德剌斯托斯又组织当年参加攻忒拜的七位英雄的儿子们再次进攻忒拜。是役其子埃癸阿勒俄斯战死，阿德剌斯托斯因过度悲伤而死。